# Woodrow Wilson
Thomas Woodrow Wilson (28 tháng 12 năm 1856 – 3 tháng 2 năm 1924) là một chính khách và viện sĩ người Mỹ, từng làm tổng thống Hoa Kỳ từ năm 1913 đến năm 1921. Trước khi chiến thắng cuộc bầu cử tổng thống 1912 với tư cách đảng viên Đảng Dân chủ, ông từng làm hiệu trưởng Đại học Princeton và đảm nhiệm chức Thống đốc New Jersey. Trên cương vị tổng thống, Wilson đã tái cơ cấu nền kinh tế bằng nhiều chính sách mới và dẫn dắt Hoa Kỳ tham gia Thế chiến I vào năm 1917. Sau cuộc chiến, ông chủ trương lập ra Hội Quốc Liên để bảo tồn nền hòa bình Châu Âu, lập trường đối ngoại mà về sau được gọi là chủ nghĩa Wilson.
Sinh ra ở Staunton, Virginia, Wilson gắn bó mật thiết với văn hóa Nam Hoa Kỳ. Ông sinh sống ở Augusta, Georgia, trong những năm tháng Nội chiến và Tái thiết. Sau khi nhận bằng Tiến sĩ lịch sử và khoa học chính trị từ Đại học Johns Hopkins, Wilson dạy học tại nhiều trường cao đẳng trước khi trở thành hiệu trưởng Đại học Princeton, tuyên truyền chủ nghĩa tiến bộ ở bậc học cao. Khi làm Thống đốc New Jersey (1911 – 1913), Wilson chia rẽ với giới lãnh đạo Đảng Dân chủ và giành được quyền thông qua nhiều cải cách tiến bộ. Nhằm chiến thắng cuộc bầu cử tổng thống, ông đã vận động những người tiến bộ và nhân dân miền Nam ủng hộ mình tại Đại hội Toàn quốc Dân chủ 1912; điều mà đã giúp ông đánh bại William Howard Taft của Đảng Cộng hòa và Theodore Roosevelt của đảng thứ ba, đắc cử tổng thống Hoa Kỳ và trở thành người miền Nam đầu tiên giữ chức vụ này kể từ năm 1848. Vào năm đầu nhiệm kỳ thứ nhất, Wilson áp đặt chính sách cách ly chủng tộc bên trong bộ máy hành chính liên bang; việc sa thải quan chức Mỹ gốc Phi và sự bài trừ quyền bầu cử của phụ nữ dưới thời Wilson đã khiến nhiều cuộc biểu tình nổ ra. Nhìn chung, ông dành phần lớn nhiệm kỳ thứ nhất để thúc đẩy cương lĩnh New Freedom của mình ở nước nhà. Hành động đáng kể đầu tiên của ông là việc thông qua Đạo luật Thu nhập 1913, theo đó giảm thuế quan và đánh thuế thu nhập. Wilson cũng thương lượng để thông qua Đạo luật Dự trữ Liên bang, kết quả là Hệ thống Dự trữ Liên bang Hoa Kỳ ngày nay. Bên cạnh đó, Đạo luật Ủy ban Thương mại Liên bang và Đạo luật Chống độc quyền Clayton cũng được ban hành nhằm tạo ra cạnh tranh doanh nghiệp và hạn chế sự thông đồng giữa các tập đoàn lớn.
Khi Thế chiến I khơi mào vào năm 1914, Hoa Kỳ tuyên bố trung lập trong khi Wilson cố gắng làm mối đàm phán giữa khối Đồng minh và Liên minh Trung tâm. Ông thắng suýt soát trong cuộc bầu cử tổng thống Hoa Kỳ 1916, được sự ủng hộ một phần vì không đưa đất nước lâm vào chiến tranh ở Châu Âu và Mexico. Tháng 4 năm 1917, Wilson yêu cầu Quốc hội Hoa Kỳ tuyên chiến với Đức nhằm đáp lại chiến tranh tàu ngầm không hạn chế do nước này thực hiện với các tàu buôn của Mỹ. Ông có trách nhiệm trên danh nghĩa là giám sát việc tổng động viên thời chiến, còn việc quân sự thì giao phó cho các tướng quân dưới quyền. Ông tập trung vào đối ngoại, đề ra sách lược Mười bốn Điểm, sau được Khối Đồng minh và Đức đồng thuận nhằm tiến tới hòa bình hậu chiến. Ông mong muốn biến các cuộc tuyển cử không chính thống vào năm 1918 thành các cuộc trưng cầu dân ý ủng hộ chính sách của mình, song Đảng Cộng hòa lúc bấy giờ lại kiểm soát Quốc hội. Sau chiến thắng của Đồng minh vào tháng 11 năm 1918, ông tới Paris cùng các lãnh đạo Pháp và Anh để dự Hội nghị Hòa bình. Tại đây, ông thuyết phục các đại biểu về việc thành lập một tổ chức đa quốc gia có tên là Hội Quốc Liên; điều này được bao gồm trong Hiệp ước Versailles do ông ký kết. Ông từ chối cho Đảng Cộng hòa tham dự đàm phán tại Paris, đồng thời bác bỏ thỏa thuận của Đảng Cộng hòa cho phép Thượng viện phê chuẩn Hiệp ước Versailles và gia nhập Hội Quốc Liên.
Wilson từng có ý định ứng cử tổng thống lần ba, song cơn đột quỵ vào năm 1919 đã khiến ông không thể thực hiện được điều đó. Đến lúc này, các chính sách của ông đã bộc lộ rõ khiếm khuyết, làm chia rẽ các đảng viên gốc Đức và Ireland trong Đảng Dân chủ, góp phần giúp cho Đảng Cộng hòa giành phần thắng lợi trong cuộc bầu cử tổng thống 1920.

### Chính thức
- Về Woodrow Wilson – Trung tâm Wilson
- Thư viện & Bảo tàng Tổng thống Woodrow Wilson
- Tiểu sử theo Nhà Trắng Lưu trữ ngày 28 tháng 7 năm 2021 tại Wayback Machine

### Diễn văn và các tác phẩm khác
- Woodrow Wilson Edison Campaign Recordings – 1912 ghi âm
- Toàn văn nhiều bài diễn văn của Wilson, Trung tâm Miller về Quan hệ công chúng
- Các tác phẩm của Woodrow Wilson tại Dự án Gutenberg
- Các tác phẩm của hoặc nói về Woodrow Wilson tại Internet Archive
- Tác phẩm của Woodrow Wilson trên  LibriVox (sách audio thuộc phạm vi công cộng)
- Các bản thảo cá nhân của Woodrow Wilson
- Phỏng vấn của Ida Tarbell với Woodrow Wilson (Collier's Magazine, 1916)

### Truyền thông đại chúng
- Woodrow Wilson collected news and commentary at The New York Times
- "Life Portrait of Woodrow Wilson", từ American Presidents: Life Portraits của C-SPAN, 13 tháng 9 năm 1999
- Woodrow Wilson trên IMDb